# Silves (Brasil)
Silves es un municipio brasilero del estado del Amazonas.

## Localización
El municipio de Silves está localizado a 200 km en línea recta de Manaus y 250 km por vía fluvial, a través del río Amazonas, área territorial de 3747,2 km² en una región de lagos amazónicos de los más variados tamanhos y formas.
Este ecosistema acuático es tan delicado como rico. Delicado es el proceso biológico que regula flora, fauna y las comunidades tradicionales que viven en sus márgenes, conocidos como "ribeirinhos", que viven hace siglos en la región, respetando el equilibrio entre las vitales necesidades ambientales y los recursos naturales disponibles.
Está situada en el lago Saracá es una región de lagos amazónico, al este de Manaus, en la confluencia del río Urubu con el lago Canaçari, región de áreas inundables, con abundancia de peces y de rica diversidad acuática.

## Historia
La historia de Silves está íntimamente asociada a la de Itapiranga, por haber formado una misma unidad administrativa, con la sede alternándose con el transcurso del tiempo entre ambas. El poblamiento de la región tiene su raíz en la Misión del Saracá, por Fray Raimundo, de la Orden de la Merced, en 1660.
En 1663, sangrientas luchas son libradas entre los colonizadores portugueses y los indígenas cerca de la vera del río Urubu, hasta la llegada, en el final de ese año, de Pedro de la Costa Favela, que desembarca parte de su tropa para la mantenimiento del orden. En 1759 la aldea de Saracá es elevada a la categoría de Villa, con la denominación de Silves y como sede del municipio de igual nombre. El municipio es abolido en 1833 y restablecido en 1852. En 1922, la sede del municipio es transferida a Itapiranga, siendo este poblado elevado a villa.
En 27.02.1925, por el Decreto Estatal n.º 23, la sede del municipio retorna a Silves. En 1930, el municipio es anexado al de Itacoatiara, pero es restablecido en 1935. En 1938, el municipio pasa a denominarse Itapiranga, con sede en la Villa del mismo nombre, entonces elevada la ciudad. En ese mismo año el municipio tiene su estructura administrativa definida con dos distritos: Itapiranga y Silves.
En 29.12.1956, por la Ley Estatal n.º 117, se separan como municipios autónomos, Itapiranga y Silves.
En 10.12.1981, por la Emenda Constitucional n.º 12, Silves pierde partes de su territorio, en favor de los nuevos municipios de Río Preto de la Eva y Presidente Figueiredo.

## Geografía
Se localiza a una latitud 02º50'20" sur y a una longitud 58º12'33" oeste, estando a una altitud de 68 metros. Su población registrada en el censo del IBGE de 2007 es de 8.211 habitantes.
Posee un área de 3.747,279 km².